# Roland Ulbrich
Roland Walter Hermann Ulbrich (* 1961 in Düsseldorf) ist ein deutscher Rechtsanwalt und Politiker (AfD). Er war von 2019 bis 2024 Mitglied des Sächsischen Landtags, zuletzt als fraktionsloser Abgeordneter.

## Leben
Ulbrich studierte von 1981 bis 1987 Rechtswissenschaften in Bonn, Marburg und Köln und beendete dieses mit dem 1. Staatsexamen vor dem OLG Köln. Nach dem bestandenen Examen leistete Ulbrich Grundwehrdienst bei der Bundeswehr. Von 1989 bis 1991 schloss sich der Referendariatsdienst beim Kammergericht Berlin an, bevor Ulbrich 1991 das 2. juristische Staatsexamen bestand. Während seines Studiums wurde er in Bonn beim Corps Rhenania aktiv, aus dem er 2019 ausgeschlossen wurde. Weiter wurde er beim Corps Hasso-Nassovia in Marburg aktiv,  das ihn ebenfalls ausgeschlossen hat. 2025 wurde er schließlich Mitglied der Burschenschaft Dresdensia Leipzig.
Ulbrich ist seit 1993 als Strafverteidiger tätig, seit 1994 in eigener Kanzlei in Leipzig. Seit 2005 führt er die Bezeichnung Fachanwalt für Strafrecht. Im Jahr 2018 vertrat er den damaligen AfD-Politiker Kay Nerstheimer, der wegen Volksverhetzung angeklagt war. Er ist seit den Kommunalwahlen in Sachsen 2019 für die AfD Mitglied im Stadtrat von Leipzig. Am 1. September 2019 gelang ihm bei der Landtagswahl in Sachsen 2019 der Einzug als Abgeordneter in den Sächsischen Landtag für die AfD Sachsen. Er zog über die Landesliste in den Landtag ein. Bei der Landtagswahl 2024 verfehlte er den Wiedereinzug in den Landtag.
Die Kanzlei von Ulbrich wurde mehrfach zum Ziel von Anschlägen.

## Politik und Positionen
Ulbrich gilt als Vertreter der Rechtsaußen in der AfD. Er war 2016 Mitglied der „Patriotischen Plattform“, stand in engem Kontakt zu Beatrix von Storch und gehörte 2017 zu den Initiatoren der „Freiheitlich Patriotischen Alternative“ (FPA), die gegen Frauke Petry Stellung bezog. Gegenüber Pegida vertrat er laut dem Antifa Recherche Team Dresden einen „offenen Schulterschluss“. Nach dem Gutachten des Verfassungsschutzes über die AfD setzte sich Ulbrich für die Aufnahme ehemaliger NPD-Mitglieder in die AfD ein.
Im März 2018 nahm Ulbrich an einer Demo des Protestbündnisses „Wir für Deutschland“ gegen die Große Koalition teil und ließ sich vor seinem Redebeitrag von Ex-NPD-Mitglied und Funktionär der neonazistischen Partei Die Rechte, Alexander Kurth, anmoderieren.
Deutschlandweit bekannt wurde Ulbrich, als er nach dem Anschlag in Halle im Oktober 2019 auf Facebook fragte: „Was ist schlimmer, eine beschädigte Synagogentür oder zwei getötete Deutsche?“ Der Angriff in Halle sei nur „Sachbeschädigung“, es gebe „nicht einmal den Versuch eines Tötungsdelikts“ an den Besuchern der Synagoge. Laut dem Tagesspiegel werden seine Äußerungen von „vielen“ als antisemitisch gewertet. Sie beinhalteten, dass Juden keine Deutschen seien, und verharmlosten das versuchte Massaker in einer Synagoge als geringfügige Tat. Aus den Corps Rhenania Bonn und Hasso-Nassovia Marburg wurde er deshalb ausgeschlossen.
Im Sächsischen Landtag war Ulbrich Obmann des Ausschusses „Verfassung und Recht, Demokratie, Europa und Gleichstellung“. Auf dem 13. AfD-Bundesparteitag wurde Ulbrich am 17. Juni 2022 in Riesa zum Bundesschiedsrichter der 2. Kammer des AfD-Bundesschiedsgerichtes gewählt. Von dieser Position trat er im Januar 2024 zurück, nachdem er in einem Parteiausschlussverfahren auf Basis der Nürnberger Gesetze argumentiert hatte. Zugleich trat er aus der AfD-Fraktion im Sächsischen Landtag aus. Zudem wurde ein Parteiausschlussverfahren gegen Ulbrich angekündigt.  Der Generalsekretär der sächsischen AfD, Jan-Oliver Zwerg, erklärte dazu, Ulbrich habe „in schwerwiegender Weise gegen die Parteigrundsätze verstoßen.“ Der AfD-Landesverband gibt keine Auskunft dazu, ob ein solches Verfahren tatsächlich eingeleitet worden ist.
Im April 2024 entschied der AfD-Kreisverband Nordsachsen, trotz der Vorwürfe gegen Ulbrich an dessen Direktkandidatur für die AfD im Wahlkreis Nordsachsen 1 bei der Landtagswahl 2024 festzuhalten. Bereits im März 2024 hatte der AfD-Kreisverband Leipzig beschlossen, mit Ulbrich als einem der Spitzenkandidaten bei der Kommunalwahl 2024 anzutreten.